# Apatura camilla
Apatura camilla är en fjärilsart som beskrevs av Young 1907. Apatura camilla ingår i släktet Apatura och familjen praktfjärilar. Inga underarter finns listade i Catalogue of Life.